# Leptostylus arciferus
Leptostylus arciferus är en skalbaggsart som beskrevs av Charles Joseph Gahan 1892. Leptostylus arciferus ingår i släktet Leptostylus och familjen långhorningar. Inga underarter finns listade i Catalogue of Life.